# Tersilochus filicornis
Tersilochus filicornis är en stekelart som först beskrevs av Thomson 1889.  Tersilochus filicornis ingår i släktet Tersilochus och familjen brokparasitsteklar. Arten är reproducerande i Sverige. Inga underarter finns listade i Catalogue of Life.